# Medalles del Cercle d'Escriptors Cinematogràfics de 2000
La cerimònia de lliurament de les medalles del Cercle d'Escriptors Cinematogràfics de 2000 va tenir lloc el 22 de gener de 2001 al Cine Palafox de Madrid i fou presentada per Patricia Betancort i Juan Manuel Cotelo. Va comptar amb el patrocini de la Comunitat de Madrid, l'EGEDA, la Fundació per al Foment de la Cultura, TVE i el canal Studio Universal.
Els premis tenien per finalitat distingir als professionals del cinema espanyol i estranger pel seu treball durant l'any 2000. Es van concedir les mateixes medalles que a l'edició anterior llevat el premi internacional i la difusora, en total 15 premis. Es va concedir un premi homenatge a l'actor Juanjo Menéndez.
La pel·lícula amb més premis va ser El Bola d'Achero Mañas, que va obtenir els premis a la millor pel·lícula, millor actor, guió original i el premi revelació. La comunidad d'Álex de la Iglesia va obtenir el de millor actriu, actor secundari i muntatge. Per la seva banda You're the One (una historia de entonces) de José Luis Garci fou guardonada amb els premis al millor director, millor actriu secundària i fotografia.
Després del lliurament de medalles es va projectar en primícia la pel·lícula Billy Elliot de Stephen Daldry.

## Pel·lícules candidates
| Pel·lícula                                | Nominacions | Premis |
| ----------------------------------------- | ----------- | ------ |
| El bola                                   | 7           | 4      |
| La comunidad                              | 4           | 3      |
| You're the one (una historia de entonces) | 10          | 3      |
| Leo (pel·lícula)                          | 1           | 0      |
| Plenilunio                                | 1           | 0      |
| El portero                                | 3           | 0      |
| La reina Isabel en persona                | 3           | 1      |
| Fugitivas                                 | 1           | 0      |
| Las razones de mis amigos                 | 2           | 0      |
| El otro barrio                            | 1           | 1      |
| Morir (o no)                              | 1           | 0      |
| El mar                                    | 1           | 0      |
| La espalda del mundo                      | 1           | 0      |

## Premis per categoria
| Millor pel·lícula | Millor direcció |
| --- | --- |
| - El bola - La comunidad - You're the one (una historia de entonces)                                                                                          | - José Luis Garci per You're the one (una historia de entonces) - Achero Mañas per El bola - José Luis Borau per Leo (pel·lícula)                                                    |
| Millor actor protagonista | Millor actriu protagonista |
| - Juan José Ballesta per El bola - Miguel Angel Solá per Plenilunio - Carmelo Gómez per El portero                                                            | - Carmen Maura per La comunidad - Isabel Ordaz per La reina Isabel en persona - Lydia Bosch per You're the one (una historia de entonces)                                            |
| Millor actor secundari | Millor actriu secundària |
| - Emilio Gutiérrez Caba per La comunidad - Iñaki Miramón per You're the one (una historia de entonces) - Juan Diego per Fugitivas                             | - Julia Gutiérrez Caba per You're the one (una historia de entonces) - Ana Fernández per You're the one (una historia de entonces) - Marta Belaustegui per Las razones de mis amigos |
| Millor guion original | Millor guió adaptat |
| - Achero Mañas per El bola - Rafael Gordon per La reina Isabel en persona - José Luis Garci i Horacio Valcárcel per You're the one (una historia de entonces) | - Salvador García Ruiz per El otro barrio - Ventura Pons per Morir (o no) - Ángeles González Sinde per Las razones de mis amigos                                                     |
| Premi revelació | Millor fotografia |
| - Achero Mañas per El bola - Juan José Ballesta per El bola - Javier Corcuera per La espalda del mundo                                                        | - Raúl Pérez Cubero per You're the one (una historia de entonces) - Carlos Suárez Morilla per El portero - Jaume Peracaula i Roura per El mar                                        |
| Millor música | Millor muntatge |
| - Eva Gancedo per La reina Isabel en persona - Carles Cases per El portero - Pablo Cervantes Gutiérrez per You're the one (una historia de entonces)          | - Alejandro Lázaro per La comunidad - Nacho Ruiz Capillas per El bola - Miguel González Sinde per You're the one (una historia de entonces)                                          |
| Millor pel·lícula estrangera | |
| - Una història de debò, de David Lynch Estats Units - Dancer in the Dark de Lars von Trier Dinamarca - El camí cap a casa de Zhang Yimou R.P. de la Xina      | |
| Medalla d'honor | |
| Juanjo Menéndez | |
| Medalla a la labor literària o periodística | |
| Nickel Odeon | |